# Oberea aterrima
Oberea aterrima là một loài bọ cánh cứng trong họ Cerambycidae.